# Station Osnabrück Altstadt
Het Station Osnabrück Altstadt (Haltepunkt Osnabrück Altstadt, afgekort tot OS Altstadt) is een spoorwegstation in de Nedersaksische stad Osnabrück. Het station ligt aan de spoorlijn Löhne - Rheine en droeg tot 2009 de naar Osnabrück Hasetor, vernoemd naar de nabijgelegen voormalige stadspoort die zich in de voormalige stadsmuur bevond. Voor het station Hasetor geopend werd, hadden in het tijdperk van het keizerrijk Osnabrückse burgers en ondernemers geld ingezameld voor de bouw van het station. Aangezien Osnabrück Hauptbahnhof buiten de binnenstad ligt wilden de burgers een centraal gelegen station in de oude stad, in de buurt van het raadhuis, de Dom en de Marienkirche. Dagelijks gebruiken meer dan 2000 reizigers het station, waar regionale treinen stoppen naar Rheine-Bad Bentheim, Bünde-Bielefeld, Vechta-Bremen, Bünde-Hannover-Braunschweig en Oldenburg-Wilhelmshaven. Bovendien stoppen hier ook bijzondere treinen van de Tecklenburger Nordbahn, waarbij de spoorlijn naar Recke, volgens het vervoersplan Westfalen-Lippe, weer in gebruik wordt genomen. Tevens halteren bijzondere treinen naar Piesberg op het station. Het station biedt directe verbinding met het stadsbusverkeer.

## Ligging
Het station ligt in de binnenstad (Innenstadt) van Osnabrück, aan de grens van het stadsdeel Sonnenhügel. Het station ligt verhoogd, net als de spoorlijn die door de stadt loopt. Tijdens stadsfeesten, bijvoorbeeld de kerstmarkt en de Maiwoche, is het station populair door zijn ligging nabij de Dom- en Marktplatz.

## Naamsverandering

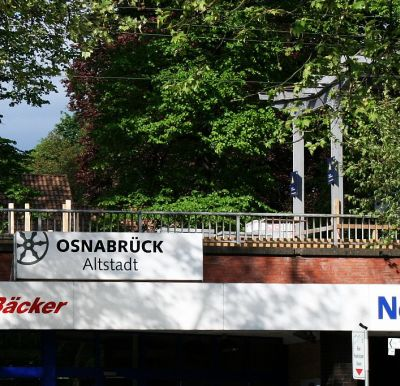
Nieuw stationsbord (2012)

De naamsverandering naar Osnabrück Altstadt volgde in de nieuwe dienstregeling van 2010 (december 2009). Op initiatief van de ondernemers in de nabijgelegen Hasestraße werd door de gemeenteraad voor een nieuwe naam gekozen. Omstreden hierbij was de financiering van de naamsverandering, die door de stad betaald moest worden (circa 10.000 euro). De nieuwe naam moet, volgens de officiële verklaring, reizigers er op duiden dat het station dicht bij de binnenstad ligt. Het centraal station is verder van het centrum gelegen dan Osnabrück Altstadt. De ondernemers van de Hasestraße hoopten op meer bekendheid en meer omzet. In de volksmond wordt nog over Hasetorbahnhof gesproken.

## Treinverbindingen
De volgende treinseries doen station Osnabrück Altstadt aan:
| Serie       | Treinsoort                       | Route | Bijzonderheden                    |
| ----------- | -------------------------------- | --- | --------------------------------- |
| RE 18       | Regional-Express (NordWestBahn)  | Wilhelmshaven Hbf – Oldenburg (Oldb) Hbf – Cloppenburg – Bramsche – Osnabrück Altstadt – Osnabrück Hbf                                                   |                                   |
| RB 58       | Regionalbahn (NordWestBahn)      | Osnabrück Hbf – Osnabrück Altstadt – Bramsche – Vechta – Delmenhorst – Bremen Hbf                                                                        | Der Bramscher                     |
| RE 60       | Regional-Express (Westfalenbahn) | Rheine – Osnabrück Altstadt – Osnabrück Hbf – Bünde (Westf) – Löhne (Westf) – Bad Oeynhausen – Minden (Westf) – Hannover Hbf – Lehrte – Braunschweig Hbf | Ems-Leine-Express 1x per twee uur |
| 20350 RB 61 | Stoptrein/Regionalbahn (Keolis)  | Hengelo – Bad Bentheim – Rheine – Osnabrück Altstadt – Osnabrück Hbf – Bünde(Westf) – Bielefeld Hbf                                                      | Wiehengebirgsbahn                 |